# Harald Lange (Fotograf)
Harald Lange (* 1938) ist ein deutscher Fotograf, Autor und Publizist.

## Leben
Lange studierte bis 1965 Fotografie an der Hochschule für Grafik und Buchkunst in Leipzig und arbeitete dann als freiberuflicher Buchautor. Als Naturfotograf wurde er stark von Paul Helmut Drechsler beeinflusst. Als Werbefotograf erstellte er Dia-Ton-Schauen über das "Industrieland DDR" für die Filmfabrik Wolfen (ORWO) und arbeitete mit der Deutschen Seereederei (DSR) zusammen.
Er lebt in arbeitet bei Bad Lausick, am Colditzer Forst. 
Lange ist auch als Publizist und Autor tätig.

## Werke (Auswahl)
- Das Jahr der Jagd. Neumann-Neudamm Verlag, Melsungen 2. Auflage 1971
- Auf den Fährten wilder Tiere. Brockhaus, Leipzig 1976
- Im Land der Löwenberge. Brockhaus, Leipzig 1976
- Ein Storchensommer. Postreiter-Verlag, Halle 1978
- Nationalpark Hortobágy. Brockhaus, Leipzig 1979
- Kilimanjaro – Das weiße Dach Afrikas. Edition Leipzig 1982
- Tierfotografie. Fotokinoverlag, Leipzig 1983, Kodak Fotobuchpreis 1984
- Kamerapirsch durch afrikanische Lebensräume. Brockhaus Leipzig 1983
- Island – Insel aus Feuer und Eis. Brockhaus, Leipzig 1985
- Kanada. Brockhaus, Leipzig 3. Auflage 1988
- Das Jahr des Weidmanns – Ein Bildbuch von Hege und Jagd in Europa. Edition Leipzig, 4. Auflage 1980
- Zootiere. Postreiter-Verlag, Halle 7. Auflage 1986
- Tiere Afrikas. Postreiter-Verlag, Halle 1981
- Pflanzenfotografie. Fotokinoverlag, Leipzig 1991

- Beitrag in: Tiere vor der Kamera. Hrsg. Karl Heinz Moll, 3. Auflage Fotokinoverlag, Leipzig 1977

## Ausstellungen
- Poesie des Waldes. Einzelausstellung 03/2018 im Schloss Colditz und 09/2019 in der media city Leipzig.